# Vernor Vinge
Vernor Vinge (anglès: Vernor Steffen Vinge)  (Waukesha, 2 d'octubre de 1944 - La Jolla, 20 de març de 2024) va ser un expert en computació, escriptor de ciència-ficció i professor retirat de la Universitat de l'Estat de San Diego (SDSU).

## Biografia
Vernor Vinge era fill de geògrafs. La ciència i els ordinadors el van fascinar des de la infància, així que va aconseguir un doctorat en informàtica, arribant a ensenyar matemàtiques i informàtica a la Universitat de l'Estat de San Diego durant trenta anys. Va estar cassat amb Joan D. Vinge, també escriptora de ciència-ficció.
Va guanyar premis literaris amb molt de prestigi com el Premi Hugo per diverses de les seves novel·les. Va ser una figura icònica pels científics cibernètics pel seu treball gairebé visionari de la tecnologia d'internet a obres com True names, així com per la seva teoria de la singularitat tecnològica.

## Obra
Vinge va publicar la seva primera història curta, "Bookworm, Run!", al 1965 a la revista Analog Science Fiction (inicialment, Astounding, i actualment, Analog) mentre el seu editor era John W. Campbell.
Vinge va ser un col·laborador habitual de revistes de ciència-ficció similars a Analog als 60 i inicis dels 70. En aquesta època va publicar també dues de les seves històries compilades en una novel·la curta: "The Witling" (1975).
Però Vinge va destacar realment l'any 1981 amb la novel·la True Names, una de les primeres històries que presenten un concepte complert del ciberespai. Això seria més tard la base pel gènere literari ciberpunk cultivat per autors com William Gibson o Neal Stephenson.
El seu següent treball, Realtime (en el qual es recopilen inicialment dues de les seves novel·les: The Peace War i Marooned in Realtime) construeix la reputació de Vinge com un autor que exploraria les idees de la ciència-ficció i les conclusions lògiques que s'extreuen. Aquesta obra, amb la ja mencionada True Names iniciaria l'interès de Vinge per la singularitat tecnològica, ja que True Names es desenvolupa en un mon ja a la cúspide de la singularitat, The Peace War mostra un món en el qual la singularitat ha estat posposada, i Marooned in Realtime tracta d'un grup de persones que aconsegueixen evitar la singularitat.
Una altra de les seves obres més rellevants es Fire Upon the Deep, on Vinge construeix una space opera típica, cosa que és estranya, ja que acostumava, com ja hem comprovat, a plasmar a les seves obres que d'una manera o d'un altre, la tecnologia per descobrir l'espai ens enviava cap a la singularitat. Aquesta obra inclou una gran quantitat d'idees, creant un complex univers, i per tant, també una història complexa.